# Wesz łososiowa
Wesz łososiowa (łac. Lepeophtheirus salmonis, ang. Salmon louse) – pasożytniczy gatunek widłonogów, skorupiaków z rodziny Caligidae. Takson po raz pierwszy został opisany przez Henrika Nikolaia Krøyera w 1837 roku.
Widłonogi są to skorupiaki przeważnie drobne. Cechuje je różnorodność morfologiczna. Narządy zewnętrzne są przystosowane do pasożytnictwa. Ciało form wodnych jest wyraźnie zróżnicowane na jednolitą głowę i segmentowane tagmy: tułów oraz odwłok.
Wesz łososiowa żeruje na niektórych rodzajach ryb łososiowatych.

## Historia
Wesz łososiowa była znana ludzkości od stuleci. W 1753 biskup i naturalista Erik Pontoppidan uznał ją za dar Boga dla człowieka, bowiem jego zdaniem to dzięki niej łososie miały wędrować z mórz w górę rzek, gdzie łatwiej je było złowić. Jako pierwszy opisał te pasożyty duński badacz fauny morskiej Henrik Nikolai Krøyer.
Mimo wczesnego odkrycia, wesz łososiowa pozostawała praktycznie niezbadana aż do lat 70. XX wieku, gdy zaobserwowano jej znaczenie dla przemysłowej hodowli łososia i innych ryb łososiowatych. Początkowo zaobserwowano jej występowanie jako patogenu u łososi szlachetnych hodowanych w klatkach, pod koniec lat 80. zaobserwowano je także u dzikich troci brązowych, które pod ich wpływem przedwcześnie powracały na tarło. Wtedy też zaczęto wiązać występowanie tych widłonogów z notowanymi już w XIX wieku fluktuacjami w liczebności dziko żyjących łososi.

## Opis (z wyróżnieniem cech grupy i gatunku)
Stawonogi to najliczniejszy i najbardziej zróżnicowany typ bezkręgowców, który opanował prawie wszystkie środowiska. Posiadają członowane i połączone stawowo odnóża, które w zależności od warunków środowiska oraz trybu życia mogą spełniać odmienne funkcje. Mogą one służyć do kroczenia, grzebania, skakania, chwytania i czepiania. Ich ciało pokryte jest twardym chitynowym pancerzem.
Spełnia on zadanie szkieletu zewnętrznego, który chroni ciało przed działaniem czynników mechanicznych, przed wysychaniem, a także stanowi przyczep dla mięśni. Podzielone jest na segmenty, które są zróżnicowane. Budowa taka nosi nazwę metamerii heteronomicznej. Oskórek tworzy pancerz, który jest okresowo przez zwierzę zmieniany, najczęściej w czasie wzrostu, a proces taki, regulowany hormonalnie, zwie się linieniem.

## Występowanie
Widłonogi zasiedlają wody słodkie i morza. Są także przydenne i pelagiczne. Występują ponadto w wilgotnym mchu, pod korą dolnych części pni drzew tropikalnych i w wilgotnym piasku plaż morskich. Wiele widłonogów słodkowodnych zagrzebuje się w mule, wchodzi w stan anabiozy i może przetrwać niekorzystne warunki.

## Ekologia
Zamieszkują wody słodkie i morskie na całym świecie. Występują w różnych środowiskach i siedliskach wodnych. Między innymi są to wody podziemne, drobne zbiorniki, stawy, jeziora, cieki, zalewy morskie, w litoralu i pelagialu mórz i oceanów. Można je również spotkać w fitotelmach. Są to „mikroakwaria roślinne”, które są wypełnione wodą w zagłębieniach w ciele roślin lądowych. Stanowią one ważny składnik pokarmu dla wielu organizmów planktonożernych. Istnieją również liczne pasożyty, osiedlające się na rozmaitych organizmach wodnych, przede wszystkim na rybach.
Jako pasożyty wszy łososiowe żerują wyłącznie na rybach z rodzajów Salmo, Salvelinus i Onchorhynchus.

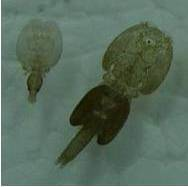
Osobniki męski i żeński

## Znaczenie dla gospodarki
Widłonogi stanowią ważny gospodarczo składnik planktonu morskiego i słodkowodnego.

## Aktualne kierunki badań naukowych
Od kilku lat zaobserwowano zmniejszenie populacji dzikich łososi. Podejrzaną okazała się pchła rybia, czyli Lepeophtheirus salmonis. Według Martin Krkosek z Uniwersytetu Alberty, śmiertelność narybku z tego powodu u dzikich łososi może sięgać powyżej 80–95%. Dla całej populacji jest to bardzo poważne zagrożenie. Główną przyczyną inwazji są hodowlane fermy ryb łososiowatych. Dla dzikich populacji potwierdziły to badania na podstawie populacji łososia z Achipelagu Broughton w Kolumbii Brytyjskiej.